# Octomeria costaricensis
Octomeria costaricensis är en orkidéart som beskrevs av Rudolf Schlechter. Octomeria costaricensis ingår i släktet Octomeria och familjen orkidéer. Inga underarter finns listade i Catalogue of Life.